# Liptovská Lúžna
Liptovská Lúžna (allemand : Schäferhof in der Liptau, hongrois : Lúzsna) est un village de Slovaquie situé dans la région de Žilina.

## Histoire
La première mention écrite du village date de 1669.

## Démographie

### Évolution de la population
| Année:               | 1994. | 2004.   | 2014.   | 2024.   |
| -------------------- | ----- | ------- | ------- | ------- |
| Nombre de personnes: | 3066  | 2973    | 2851    | 2701    |
| Différence:          |       | -3,03 % | -4,10 % | -5,26 % |

| Année:               | 2023. | 2024.   |
| -------------------- | ----- | ------- |
| Nombre de personnes: | 2728  | 2701    |
| Différence:          |       | -0,98 % |